# 原日本陸軍臺南偕行社
23°00′00″N 120°12′43″E / 22.999951°N 120.212033°E
原日本陸軍臺南偕行社是一座位於臺灣臺南市北區的建築，過去作為日本陸軍在臺南的集會場所使用，原建築於1915年完工，在2007年被登錄為台南市歷史建築，並於2024年完成修復工程。

## 沿革

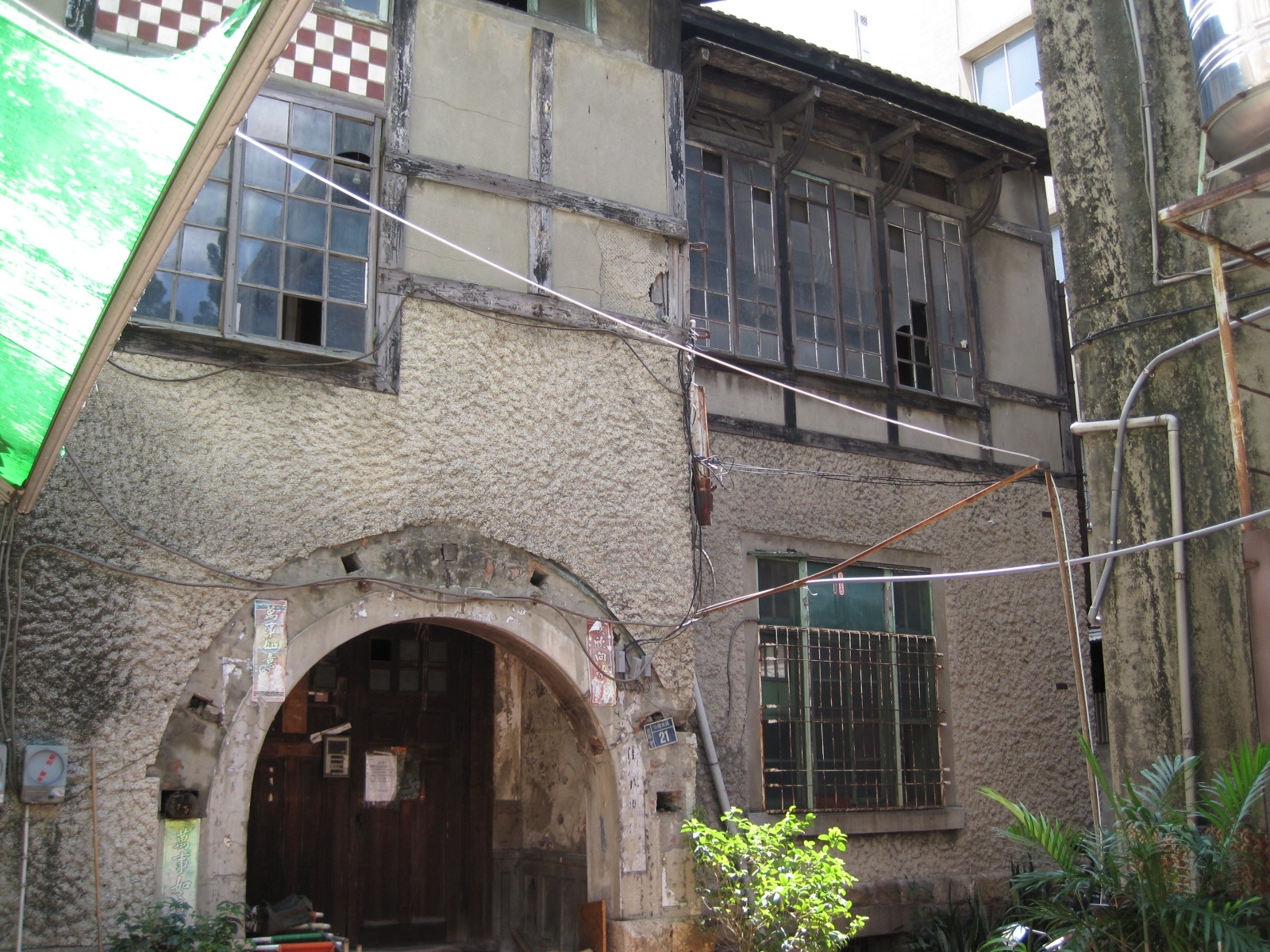
修復前樣貌，攝於2010年。

偕行社是大日本帝國陸軍的聯誼組織，創立於明治10年（西元1877年），為類似國軍英雄館的集會、社交場所。「偕行」的名稱源自於詩經《秦風·無衣》中的內容：「王于興師，修我甲兵。與子偕行！」有「共同前行」、「一同行軍」的意義。
臺南的偕行社最早為1899年6月1日組成的「偕行社臺南支部」，在舊的法官部舉行開社式。臺南偕行社的建築在1915年12月25日落成，地址為北門町二丁目4番地。北側面臨臺南公園，南側尚有市仔頭福隆宮。
落成後，此處常舉辦軍事服役體檢、學科測驗場所、陸軍記念日祝賀會、軍官就任祝賀會、殉職軍人奉安式等活動。在二戰期間為了加強軍事召集，在1939年8月公告設立臺灣軍下的臺北兵事部、臺南兵事部，而臺南兵事部即以臺南偕行社作為臨時廳舍，負責臺南州、高雄州、臺東廳、澎湖廳地區的軍事徵兵、召集等事務以及指導在鄉軍人會、青年學校、國防婦人會等團體。1940年5月5日，位在臺南市明治町二丁目街角的臺南兵事部新廳舍落成。
第二次世界大戰結束後，臺南偕行社由國民政府接收，管理機關登記為「陸軍總司令部」並作為軍方眷舍使用。由於居民移入，偕行社周遭土地在此期間進行數次分割，原有建築周圍出現違章建築，此後，基於周遭建築重建因素，偕行社建築正面長期被遮蔽，難以完整觀賞其全貌。1980年代，因應公園南路拓寬，沿線違章建築被拆除，軍眷也隨著眷村改建計畫陸續遷出。然而，由於偕行社建築屬於中華民國國防部資產，直至2005年國防部遷出前，仍有軍眷居住於此。
在居民遷出後，國防部原計畫拆除偕行社並出售土地，但當地居民發起搶救行動，促使臺南市政府於2007年9月11日公告「原臺南陸軍偕行社」為歷史建築。然而，由於市政府尚未制定完整規劃，偕行社長時間處於閒置狀態。
2016年2月6日的2016年高雄美濃地震導致偕行社部分牆面傾斜及結構損壞。此後，文化部補助臺南市政府進行調查研究與修復設計，並於2020年爭取工程經費，同步辦理建築與土地撥用，最終由國防部將偕行社移轉給臺南市政府。修復工程於2021年3月4日正式啟動，預計2024年3月完工，後於2024年12月完成。

## 建築設計
原日本陸軍臺南偕行社共有三棟主建物，分別為二層木石造建築及一層木造建築。其立面採三段式處理，建築外觀及構造部分皆有和洋折衷設計，並設有通風口的大型石塊基座。平面設計部分，第一棟建築物位於整區的左側，平面呈長矩形，中央位置為入口；第二棟與第三棟建築物位於整區的中央與右側，平面均呈L型，第二棟入口位於北側長型空間之中央處，第三棟入口則位於東側，每棟建築物空間皆有廊道串連。建築本體以混凝土作為基座，主要在第一棟與第二棟建築本體基座上以布積法作為牆基。
第一棟為二層半木構造石造建築，外牆採拋泥式工法，二樓木構外露，灰作壁面，上承斜屋頂，原始屋頂樣式為半切妻式石板屋頂，屋面以石片瓦鋪設，推測作為偕行社辦ㄜ公空間使用。第二棟為一層木骨洋風造建築式樣，室內挑高，採用半圓弧形天花板，並搭配角線裝飾造型，推測作為集會場所使用。第三棟為一層木構造建築，原設有兩層樓高的煙囪，內部配置為傳統日式空間，並完整保留浴廁隔間，被認為作為軍人生活空間使用。
該建築物群的木地板設有名為「目鎹」的構件，能將木地板與下方木構件相扣連，使木地板與下方空間留有些微間隙，當有人行走時，會因身體重量讓木地板發出聲響，以達到警示防盜的功能。
內牆部分，第一棟一樓紅磚室內牆面皆為白灰粉刷，二樓為木摺壁與編竹夾泥牆構造；三棟建築物中，只有第一棟室內空間設置一座木構造樓梯，位於室外大門及廊道正上方，牆面以長條格子狀壁板呈現仿西洋式風格。第二棟室內牆體則為木摺壁構造；第三棟室內牆體則有木摺壁及編竹夾泥牆構造，另廁所位置牆底部及北向牆體修補部分為紅磚牆粉刷。
在修復階段，於白牆修復過程中，發現牆內有一層帶有光澤的黑牆夾層。經臺南文化資產科學檢測研究中心檢測，確認其黑砂材質為「煉銅爐渣」經過回火後產生的「孔雀砂」。隨後，專家團隊提出試作方案，並經營造實驗嘗試重製，最終成功應用於此次修復工程。

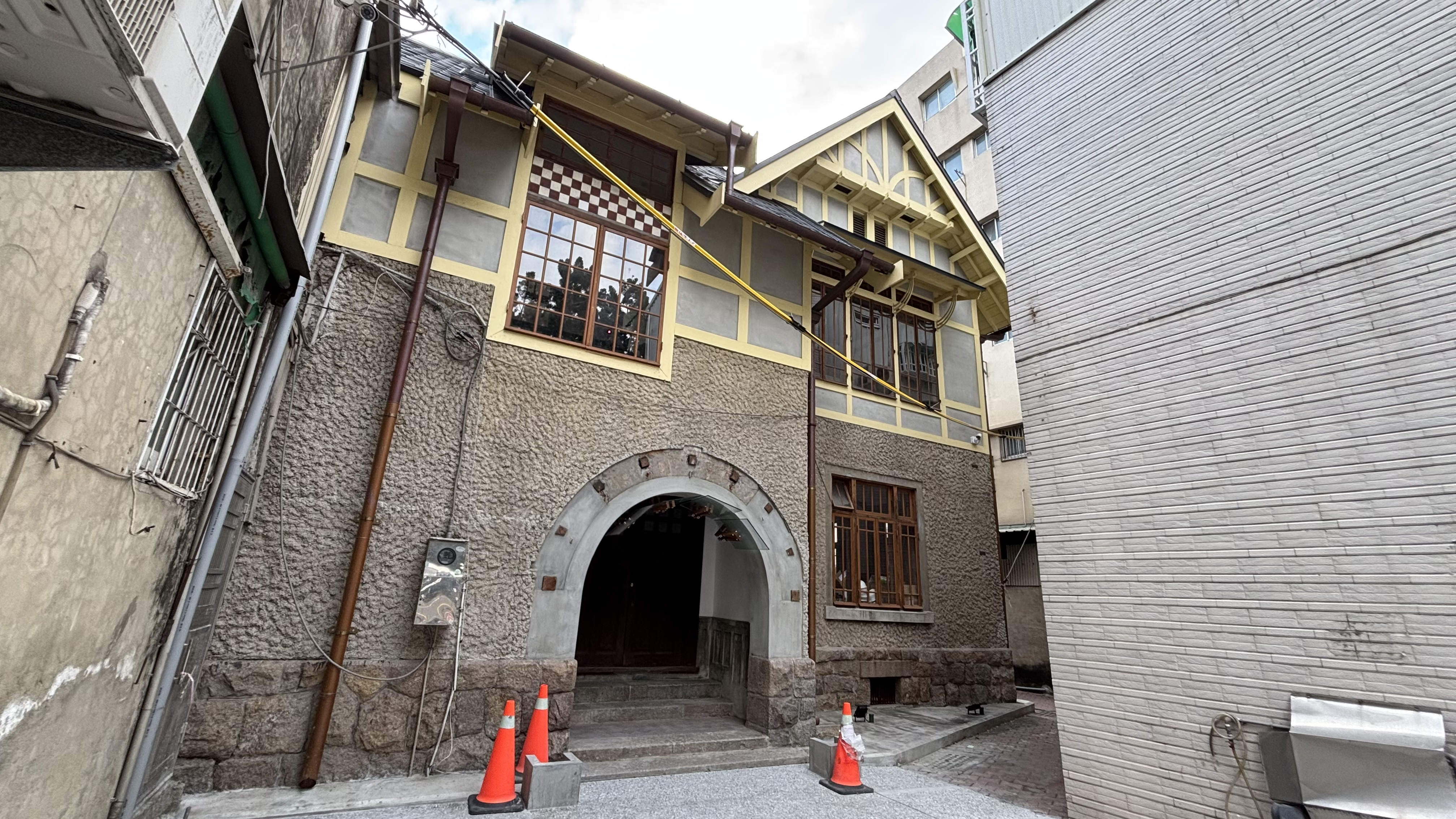
修復完成後的西側建築入口
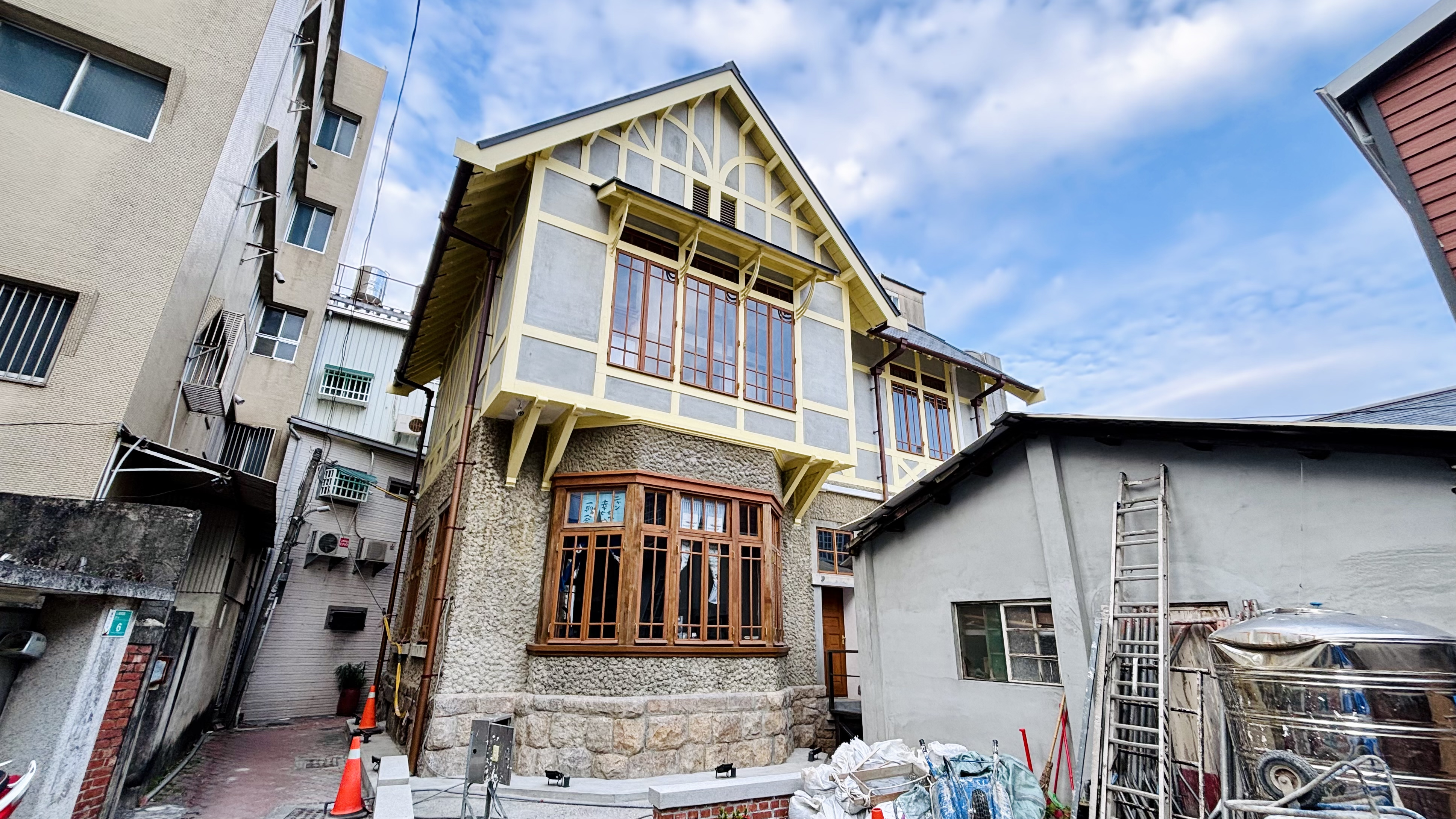
西側建築後側
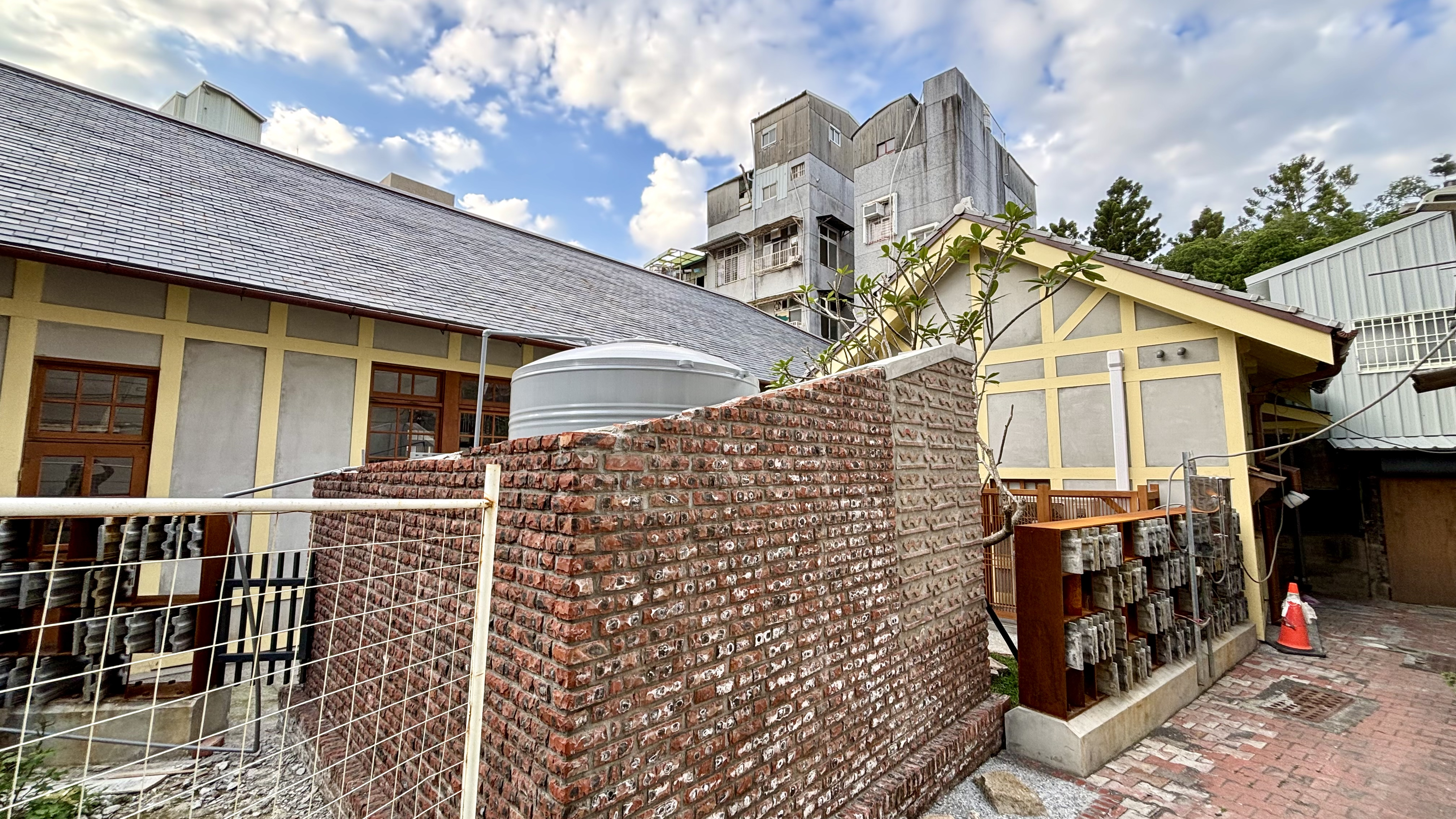
東側建築後側
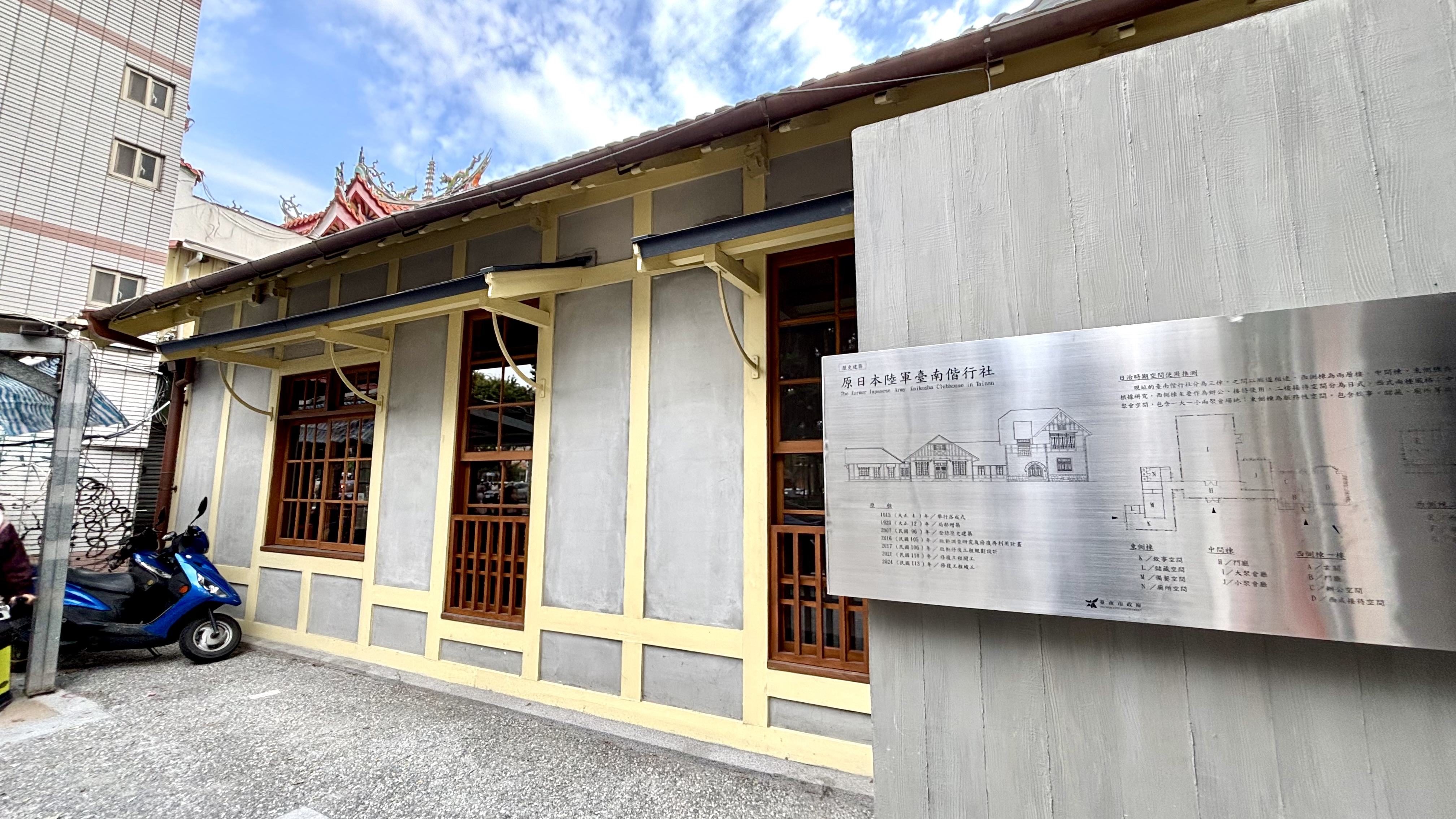
東側建築正面

## 另見
- 臺南公園
- 原臺南公園管理所
- 偕行社
- 台北偕行社
- 北投偕行社
- 臺南市古蹟列表